# Isador Lubin
Isador Lubin (9 juin 1896 - 6 juillet 1978) est un statisticien américain. Il est à la tête du Bureau of Labor Statistics des États-Unis de 1933 à 1946 et président de l'Société américaine de statistique en 1946.

## Carrière

Isador Lubin en 1937

Pendant la Première Guerre mondiale, à la Food Administration des États-Unis, Lubin analyse la politique du travail et des prix liée à la production alimentaire pour les Nations alliées. Plus tard, à la section des prix du War Industries Board, il étudie l'effet des variations de prix sur la production des industries du pétrole et du caoutchouc,.
Il est instructeur à l'Institut d'économie et obtient un doctorat en 1926. Le livre de Lubin Miners 'Wages and the Cost of Coal est accepté comme dissertation.
En 1932, en tant que conseiller du sénateur Robert M. La Follette Jr. (en), il lance la notion de responsabilité gouvernementale pour les comptes nationaux.
Lubin est nommé chef du Bureau of Labor Statistics (BLS) par Frances Perkins en juillet 1933 et reste en poste jusqu'en janvier 1946,,,,,,,. Pendant une grande partie de cette période, Lubin a un bureau dans l'Aile Ouest de la Maison Blanche « et a servi comme conseiller statistique spécial du président Franklin Delano Roosevelt ». Lubin est parfois décrit comme un membre du « Brain Trust » du président Roosevelt. En 1944, il est élu membre de l'American Statistical Association.
En 1941, Lubin autorise le BLS à créer un groupe de recherche à l'Université Harvard dirigé par Wassily Leontief qui construit le premier tableau officiel des entrées et sorties de l'industrie américaine. En 1945, Roosevelt nomme Lubin ministre de la Commission alliée des réparations.
Dans son discours présidentiel à l'American Statistical Society en janvier 1947, Lubin souligne le rôle des statistiques dans la société économique moderne et la valeur pour le monde libre des données pertinentes.
Lubin est nommé commissaire industriel de l'État de New York de 1955 à 1958 par le gouverneur William Averell Harriman.
En 1952, Lubin épouse Carol Riegelman (1909-2005), consultante de longue date auprès de l'ONU/OIT. Il a deux filles d'un précédent mariage avec Ann Shumaker Lubin, rédactrice en chef de "Progressive Education" et co-auteur du livre "The Child-Centered School" (1928) : Alice Lubin Everitt et Ann Lubin Buttenwieser .
Des bourses nommées en l'honneur du Dr Lubin sont créées à l'Université Brandeis et à la New School,.